# Cybercirujas
Cybercirujas es un movimiento de hacktivismo que se originó en Argentina en 2019 con el objetivo de reducir la obsolescencia programada y la brecha digital. Surgió en respuesta al contexto de desigualdad en el acceso a la tecnología, particularmente durante la pandemia de COVID-19, promoviendo la recuperación de hardware para extender su vida útil y beneficiar a la comunidad. Tiene representación y realiza eventos en Córdoba, Buenos Aires, La Plata, Rosario y Posadas.
El término "cyberciruja" proviene de la combinación de "cyber", que hace referencia a lo tecnológico y digital, con "ciruja", una palabra coloquial en Argentina que se refiere a una persona, muchas veces un vagabundo, que recolecta objetos de la basura. En el contexto del movimiento, los cybercirujas buscan "rescatar" dispositivos tecnológicos obsoletos y recuperar su funcionalidad.
Los cybercirujas organizan eventos públicos y gratuitos como la "olla popular de hardware", permitiendo que las personas puedan llevar dispositivos en desuso y llevarse otros que les sean útiles, fomentando la reutilización y la cooperación comunitaria. Además, se organizan "reparatones" (hackatones de reparación de hardware) para enseñar a la comunidad a reparar sus dispositivos, con ediciones especiales orientadas a mujeres y diversidades para fomentar la participación inclusiva.

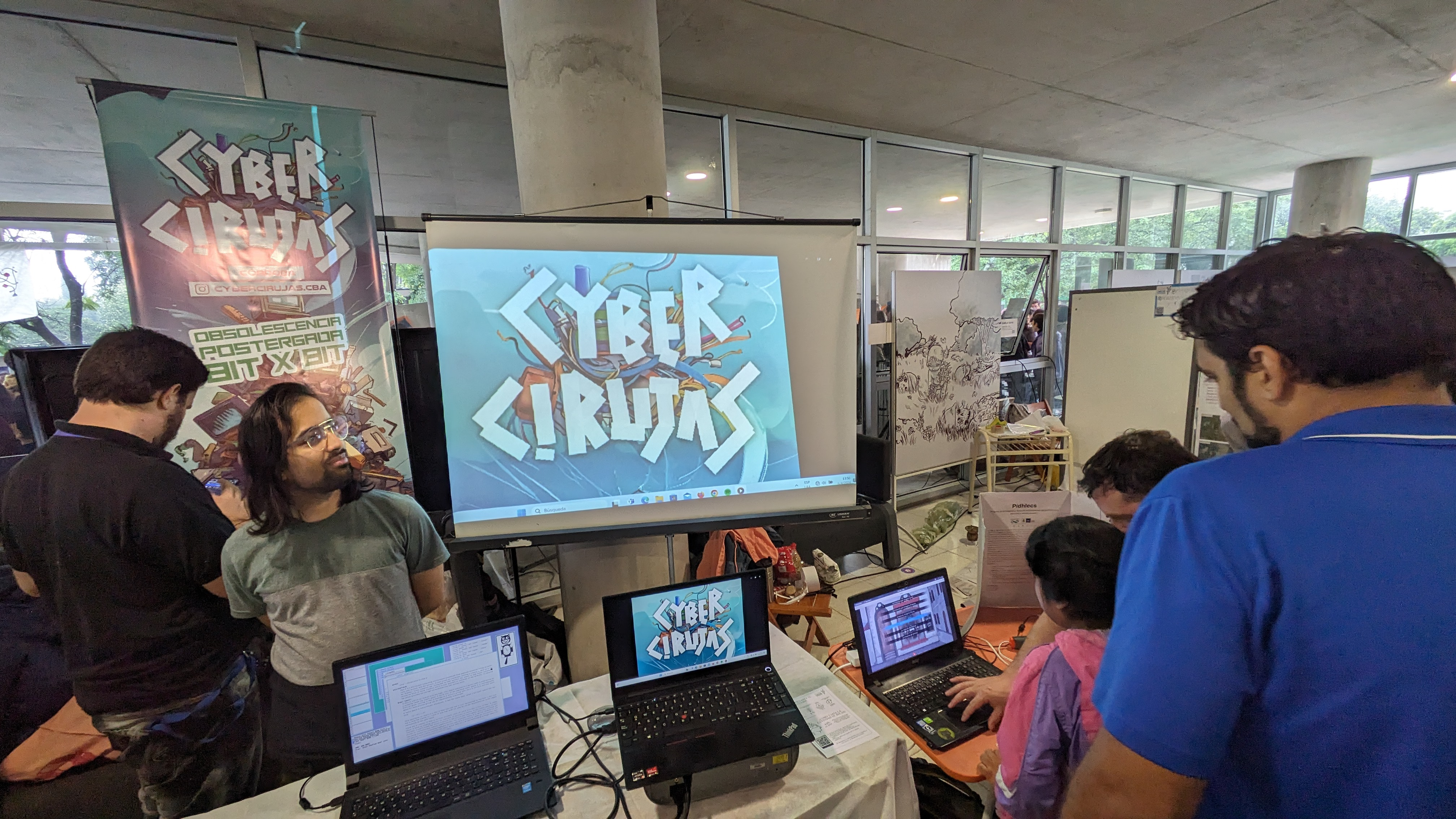
Stand de Cybercirujas en Elijo Crecer Fest Córdoba

Cybercirujas ha formado parte de la programación de diferentes eventos masivos comunitarios, educativos y culturales como Tecnópolis en 2022, como parte central de la programación en vacaciones de invierno en el ex CCK en 2022 y 2023, o en el festival en defensa de la ciencia argentina Elijo Crecer 2024.
El movimiento también promueve el uso de software libre y la autonomía tecnológica, proponiendo alternativas al modelo prevalente en el mercado tecnológico, para reducir la generación de chatarra electrónica y combatir la lógica de "usar y tirar".

## Encuentro Federal Cyberciruja
El propósito de estos encuentros es generar conciencia sobre el descarte de equipos tecnológicos, fomentando la experimentación y el aprendizaje en torno a la tecnología y los videojuegos. En los mismos se puede interactuar con computadoras de diferentes épocas y con obras artísticas tecnológicas. Además, se dan charlas, talleres, videojuegos y performances audiovisuales a cargo de distintos artistas.

### Primer encuentro
El 25 y 26 de noviembre de 2023 en la Facultad de Económicas de la Universidad Nacional de Córdoba, se realizó el primer Encuentro Federal Cyberciruja. Asistieron 15 grupos de cybercirujas de las provincias de Santa Fe, Misiones y Buenos Aires. Hubo charlas, talleres, exposiciones, retrogaming, instalaciones de software libre, olla popular, música.

### Segundo encuentro
El 31 de agosto de 2024 en el Centro de Expresiones Contemporáneas de la ciudad de Rosario, se realizó el Segundo Encuentro Federal Cyberciruja donde asistieron 1500 personas. Por la noche se realizó un festejo en el Bar Ficha donde sonó música chiptune, con show en vivo del músico Uctumi. y Replicant